# Jules-Émile Verschaffelt
Jules-Émile Verschaffelt (Gand, 27 gennaio 1870 – 22 dicembre 1955) è stato un fisico belga.

## Biografia
Lavorò presso il di laboratorio del fisico olandese Kamerlingh Onnes a Leida dal 1894 al 1906 e poi dal 1914 al 1923. Dal 1906 al 1914 lavorò a Beuxelles alla Vrije Universiteit e, dal 1923 al 1940, all'Università di Gand. È stato uno dei partecipanti alla quinta conferenza Solvay sulla fisica che ha avuto luogo nel 1927 presso l'Istituto internazionale di fisica Solvay in Belgio.